# Марко Врањешевић
Марко Врањешевић (Нови Град, 15. март 1903 — Београд, 21. мај 1974) био је српски књижевник и песник средине 20. века.

## Биографија
Рођен је 15. марта 1903. године у Новом Граду. Потекао је из свештеничке породице. Основну школу завршио је у Босанској Крупи, гимназију у Бихаћу, а дипломирао је југословенску књижевност и српскохрватски језик на Филозофском факултету у Београду. 
Радио је као професор књижевности у Руском кадетском корпусу у Горажду, а потом у Белој Цркви. Од 1938. године ради као професор књижевности у Београду у Друга, Осма и Девета мушка гимназија.
Књижевношћу се почео бавити током гимназијиских дана. Поезију је објављивао у "Српском књижевном гласнику" и часопису "Мисао", а сатиричну поезију у листу "Јеж".
1939. године је изабран за секретара српског ПЕН клуба. Током Другог светског рата активни је учесник НОБ.
Након ослобођења био је укључен у обнову културног живота земље.
Био је члан иницијативног одбора, председавајући оснивачке скупштине и члан прве Управе Удружења Kњижевника Србије  чији је председник била Исидора Секулић, потпредседник Јован Поповић, чланови Управе Вељко Петровић, Иво Андрић, Душан Николајевић, Радован Зоговић, Душан Милачић, а секретар Оскар Давичо.
Био је члан делегације која је почетком 1945 посетила Бугарску, уз Радована Зоговића, Бранка Ћопића, Чедомира Миндеровића и Матеја Бора.
Постаје први послератни директор Треће мушке гимназије, где предаје српски језик. Један од првих ђака му је био и Борислав Пекић.
Током 1946 је написао државну химну "Републици" и заједно са Николом Херцигоњом који је написао музику учествовао и победио на првом државном конкурсу за Химну у конкуренцији 256 аутора.
Постављен је за предавача руског језика на Економском факултету у Београду.
Био је потпредседник Централне управе Савеза просветних радника Југославије, члан комисије за организацију рада београдских позоришта и биоскопа, члан Редакције "Гласа", сарадник "Политике", "Борбе", "Књижевних новина", "Јежа", "Календара јежа", "Српског књижевног гласника", "Браничева", "Мисли" и других познатих листова. Често је у том периоду држао предавања и књижевне вечери на најпознатијим Београдским културним састајалиштима као што су Коларчева задужбина, Дворана Правног факултета, Руски дом, Удружење Књижевника Србије.
Био је врстан познавалац Руског језика па је са делегацијом Удружења Књижевника Србије почетком 1947 био у Русији у посети руским књижевницима.
У време кризе Информбироа 1949. године ухапшен је и одведен на Голи оток. 
Удружењe књижевника Србије, чији је био оснивач, 26.маја 1949 доноси одлуку о искључењу Марка Врањешевића из Удружења.
Отпуштен је 1951. године, али се од последица робијања никада није опоравио. Тамо је доживео нервни слом, након чега је пребачен у Београд, на неуропсихијатријску клинику, где је провео неко време. 
Извршио је самоубиство скоком са зграде у којој је живео у Београду 21. маја 1974. године.
Превођен је на руски, немачки, бугарски, словеначки и мађарски језик.

## Одабрана дела
- Један о многих, поема, Просвета, 1948.
- Велика смјена, збирка песама, Просвета, 1948.
- Љубав, збирка песама, Просвета, 1962.
- Олујна земља, poema, Braničevo, 1966.
- Чујем војску, збирка песама, издање аутора, 1967.
- Трње и ловор, збирка песама, Просвета, 1974.
- Сенка Голог отока, роман, 2005.